# Rubén Anguiano
Rubén Anguiano Aguilar (Ciudad de México; 17 de noviembre de 1950-28 de septiembre de 2020) fue un futbolista mexicano que actuó en el mediocampo.

## Selección nacional
Entre 1974 y 1977, completó un total de ocho apariciones internacionales con la selección mexicana.

### Participaciones en clasificatorias
| Clasif.              | Sede   | Resultado   | Part. | Goles |
| -------------------- | ------ | ----------- | ----- | ----- |
| Clasif. Mundial 1978 | Varias | Clasificado | 3     | 0     |

## Clubes
| Club                     | País   | Año       |
| ------------------------ | ------ | --------- |
| Zacatepec                | México | 1971-1975 |
| Leones Negros de la UdeG | México | 1975-1979 |
| Atlante                  | México | 1979-1985 |

## Palmarés

### Títulos internacionales
| Título                           | Equipo                   | País   | Año  |
| -------------------------------- | ------------------------ | ------ | ---- |
| Copa de Campeones de la Concacaf | Leones Negros de la UdeG | México | 1978 |
| Copa de Campeones de la Concacaf | Atlante                  | México | 1983 |